# Massy (Essonne)
Massy é uma comuna francesa localizada a 23,5 km a sudoeste de Paris no Departamento do Essonne na região da Ilha de França. É a sede dos cantões de Massy-Est e Massy-Ouest, a sede da comunidade de aglomeração Europ'Essonne e a sede do decanato de Massy-Verrières. Ela está localizada na parte leste do "Cluster" tecnológico Paris-Saclay.
Villa rustica a partir do ano 300, elevada a baronato no século X, dividida entre os domínios de Massy e no século XII Vilgénis, tanto aldeia agrícola e sítio de entrada de uma antiga fábrica de telhas da Ilha de França desde 1640, Massy era então a comuna de adoção de eruditos de prestígio como Nicolas Appert e Fustel de Coulanges, mas também o príncipe imperial Jerônimo Bonaparte. O século XIX viu a instalação de duas linhas ferroviárias de importância regional. Burgo parcialmente destruído por um bombardeio na Segunda Guerra Mundial, pontilhado de favelas na década de 1950, ele foi transfigurado com a instalação de um dos primeiros conjuntos habitacionais na região, e equipados com, por exemplo, a implantação do centro de formação Air France no château de Vilgénis, o sítio da escola AgroParisTech da estação de Massy TGV e da Ópera de Massy, tornando-se, hoje, com os seus 40000 habitantes em 2006, o primeiro pólo econômico do departamento, o primeiro entroncamento ferroviário regional fora de Paris e a única comuna com uma ópera no subúrbio parisiense. Também é conhecida no exterior por sediar todos os anos desde 1993 o Festival international du cirque de Massy.
Seus habitantes são os Massicois.

## Transportes
Vila agrícola até o início do século XX, Massy é hoje um importante nó de comunicações rodoviárias e ferroviárias maiores em nível departamental e regional.
A estação de Massy - Palaiseau, inaugurada em 1883, faz parte atualmente de um pólo multimodal conectado às linhas linha B e linha C do RER, e completada desde 1991 pela estação de Massy TGV servida pelas cinco linhas de alta velocidade francesas, Atlantique para Rennes, Nantes e Bordéus, Sud-Est para Lyon e depois Méditerranée para Marselha e Montpellier, Nord para Lille e Bruxelas e agora Est européenne para Estrasburgo.

## Toponímia
Atestada sob o nome "Maziacum", "Maciacum" no século IX, "Macy" no século X.
A cidade recebeu o nome de um antigo senhor Galo-romano possuindo uma villa rustica com o nome de Matius ou Matheus. No entanto, Ernest Nègre, em sua Toponymie générale de la France (§ 9287) atribui a mesma origem às três Massy (Saône-et-Loire, Sena Marítimo e Essonne), eles remontam a um Macciacum, composto do antropônimo latino Maccius e do sufixo de origem gaulesa -acum. Escrito com um s em ligatura (Maßy) até o século XVIII, a ortografia atual era já retida em 1793 e no Bulletin des lois de 1801.

## História

### As origens
O povoamento original de Massy foi feito certamente em uma altura chamada “Mont Gaudon”, dominando o vale do Bièvre perto do atual centro da cidade. No ano 300, durante o tempo da Gália Romana, um legionário romano chamado "Maccius" recebeu do imperador Maximiano Hércules as terras ao redor deste monte Gaudon para estabelecer uma villa rustica. Uma propriedade, "o castelo visto de cima" ou hotel du Dauphin que sucedeu a este primeiro estabelecimento no Mont Gaudon foi comprada em 1802 por Nicolas Appert, que estabeleceu sua fábrica de conservas aí. Esta propriedade foi vendida em 1816 e o terreno subdividido.

### Os senhorios na Idade Média

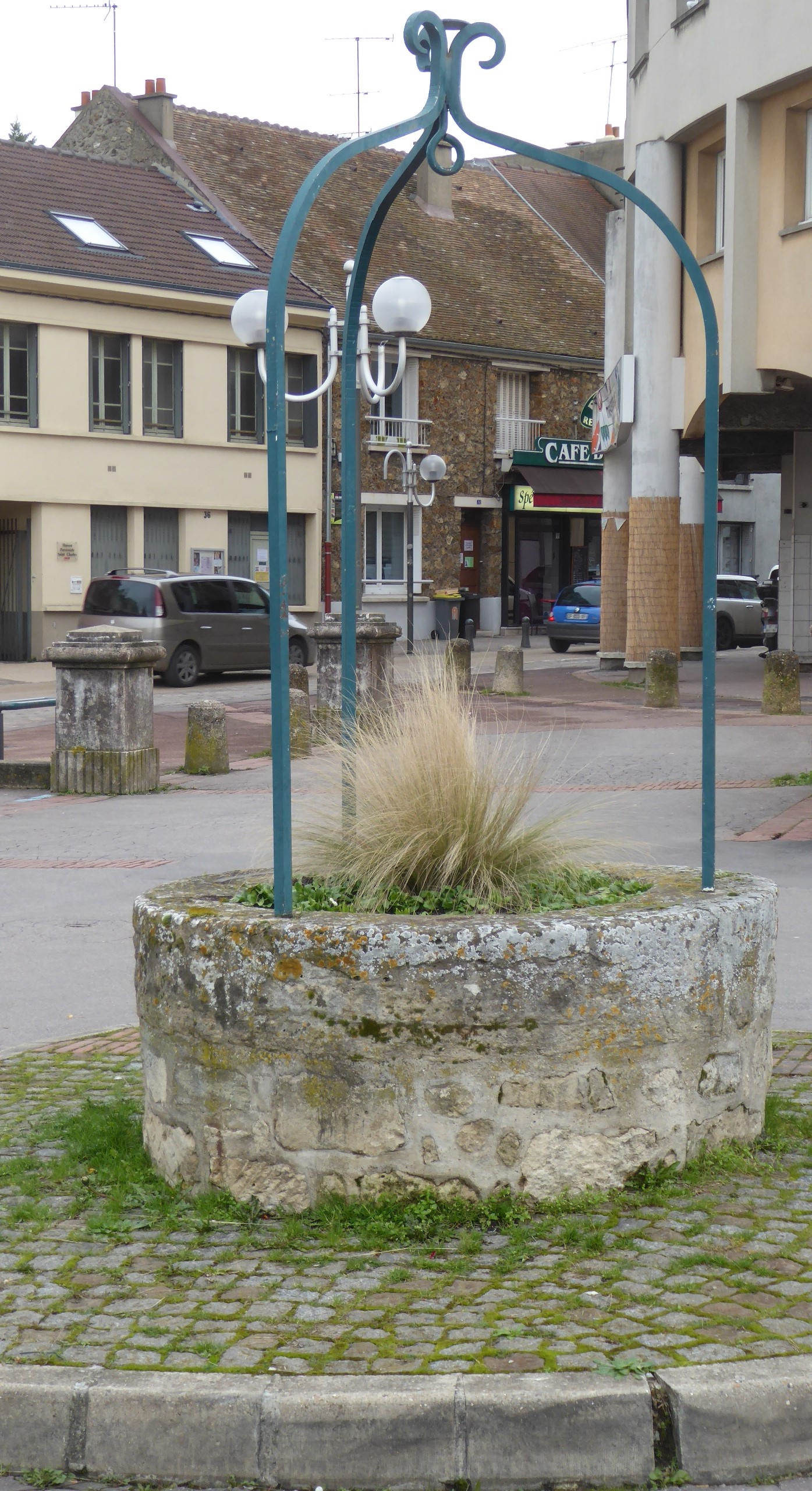
Poço do antigo Castelo de Massy

O território de Massy foi muito cedo dividido em vários senhorios, uma das quais dependia, desde a doação feita pelo rei de Paris Quildeberto I em 555, da Abadia de Saint-Germain-des-Prés, que instalou lá a fazenda do primeiro senhor, Vulfredus.
No século X, a linhagem dos senhores de Massy foi estabelecida, a propriedade sendo elevada à categoria de baronato. Uma primeira aglomeração desenvolvida no ano 600. No século XII, o senhor Jean de Macy compartilhou seu domínio entre seus três filhos, Guilherme de Macy assumindo o local histórico, Aimão, que fundou uma propriedade "villa Haymonis", que agora é o bairro de Villaine e João a "villa Joanis" atual Vilgénis. Em 1216 uma fazenda fortificada foi construída lá, que mais tarde seria o Castelo de Vilgénis. No século XIII, a igreja de Sainte-Marie-Madeleine também foi construída, da qual apenas permanece até hoje a torre do sino.
O castelo senhorial desceu de Mont-Gaudon para a planície durante a Idade Média em uma data desconhecida para se aproximar dos camponeses e garantir sua proteção. Este castelo rodeado por valas alimentadas por riachos vizinhos estava localizado no local do talude da via férrea atrás da Prefeitura e da área de Liberté. Ele sofreu durante a Guerra dos Cem Anos e foi reconstruído no estilo renascentista por volta de 1450.
Era um conjunto bastante amplo em torno de um pátio quadrado com, ao fundo, a mansão de dois andares, uma capela dedicada a Saint-Germain, as dependências laterais e uma porta de entrada encimada por um torreão. O acesso era feito por uma poterna que deu nome ao atual bairro de La Poterne.
Em 1329 existia aí uma leprosário, conhecida por decreto de 3 de março deste ano, atribuindo sua administração ao Senhor de Macy. Por volta de 1350, o senhorio original havia retornado, por meio de Jeanne de Beauvais, senhora de Massy, a Pierre de Villiers. Nos séculos XIV e XV, a vila sofreu os estragos da Guerra dos Cem Anos. Haymond, um dos senhores de Massy, apareceu no julgamento da Donzela de Orleans.
Em 1502, o Castelo de Vilgénis foi reconstruído pela família Fourquaud, magistrados do Parlamento de Paris. Em 1560, o senhorio de Massy voltou para a condestável Anne de Montmorency. Em 1575, o domínio de Vilgénis voltou à família de Vigny, que o estendeu para as terras vizinhas de Igny. Em 1719, Claude Glucq des Gobelins, magistrado e um industrial compraram a propriedade de Vilgénis e alargou-a ainda mais. Em 1765, a propriedade caiu para Luís V José de Bourbon-Condé, que a equipou.
O único estabelecimento industrial significativo foi uma fábrica de telhas, inaugurada em 1640 com argila do vale do Bièvre. O chemin du trou de Toulon, uma passagem para pedestres que liga a rue Fustel de Coulanges à avenue de l'Europe, preserva a memória de uma pedreira de argila cuja extração foi comparada ao trabalho na colônia penal de Toulon.

### A Revolução Francesa

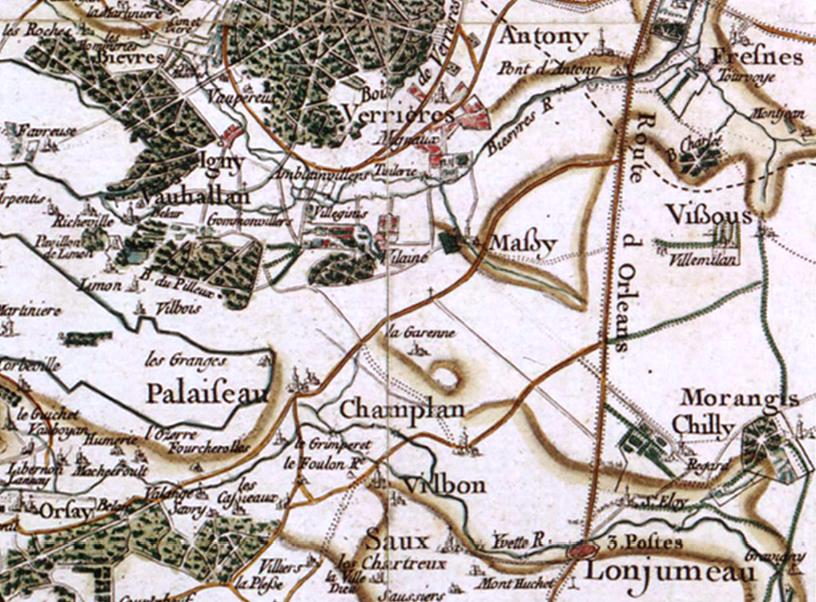
Maßy no Carta da Cassini.

Os eleitores de Massy (cerca de 200) se reuniram em 24 de abril de 1789 na nave da igreja sob a presidência de François Denis Tronchet. Ele deu leitura a um livro de queixas do Terceiro Estado, cujo autor desconhecido provavelmente seria Pierre Aragon, industrial proprietário de "la Tuilerie". Este livro de queixas ao qual está anexado aquele elaborado por Tenon foi adotado em 1 de maio.
Tenon foi eleito em 1791 deputado de Sena e Oise.
A chegada da linha de Sceaux com uma estação inaugurada em 1854, atual estação SNCF de Massy-Verrières do RER C, completada em 1883 e 1886 pela linha da Grande Ceinture com a estação de transferência de Massy-Palaiseau, incentivou o desenvolvimento industrial e demográfico que permaneceu relativamente modesto até meados do século XX. Equipamentos comunais foram criadas nesta época, incluindo a agência dos correios em 1881, a prefeitura em 1882. Em 1884 foi criada a fanfarra de Massy, atualmente a harmonia-fanfarra de Massy compreendendo, além dos metais originais, as madeiras.
Massy permaneceu uma cidade rural na Ilha de França, com a maioria de seus habitantes trabalhando em horticultura ou viticultura. Isso diminuiu como em toda a Île-de-France no final do século XIX.

### Época moderna
No final do conflito, o crescimento populacional e a falta de moradia na Île-de-France levaram ao estabelecimento de quatro favelas no sul e no leste da cidade, as mais importantes das quais eram as dos Portugueses na Route de Chilly ou a dos Goachères para os Magrebinos, composta por habitações básicas (barracas de tijolos e de papelão construídas com materiais reciclados) sem instalações sanitárias nem abastecimento de água. As últimas favelas desapareceram em 1977. Outras barracas foram construídas no parque do Château de Vilgénis para acomodar os alunos do novo centro de treinamento da Air France em 1951.
Na mesma época, foram construídas habitações de acordo com as normas sanitárias, em particular no bairro de Graviers pelo Movimento Castors.
O bairro do Petit-Massy foi inaugurado em 1955 por Roger Duchet. Ao mesmo tempo, albergues de trabalhadores foram construídos pela Sonacotra.
A decisão tomada pelo Estado em 1958 de estabelecer um Conjunto Habitacional nos territórios de Massy e de Antony modificou radicalmente a morfologia urbana durante a década de 1960.
Em 1956 a igreja de Sainte-Marie-Madeleine foi reconstruída pelo arquiteto Pierre Pinsard, inaugurada em 1959, em 1963 a nova igreja de Saint-Paul foi construída no conjunto ao mesmo tempo que a sinagoga. A partir de 1961, iniciou-se a construção do Lycée du Parc de Vilgénis. Os dez anos seguintes reequilibraram a distribuição urbana para o sul com a construção de habitações sociais no bairro do "Nouveau Villaine" em terrenos outrora inundáveis limpos pela regularização do curso do Bièvre.
Esse forte crescimento demográfico exigiu a construção de instalações como a nova Agência dos correios em 1962 ou a Prefeitura em 1984. A saída dos viveiros da empresa Vilmorin em 1967 liberou terras progressivamente urbanizadas.
Durante as décadas de 1950 e 1960, a zona industrial dos “Champs-Ronds” desenvolveu-se ao sul em antigos terrenos agrícolas na área comunal entre a estação de Massy-Palaiseau e a linha da Grande Ceinture.
Em 1991, a implantação da estação de Massy TGV deu novo fôlego à atividade econômica municipal com a possibilidade de interconexão do TGV, trazendo o desenvolvimento a partir de 2010 do novo bairro « Atlantis » no local da antiga zona industrial « des Champs-ronds» com instalação ou reconversão de muitas empresas, construção de moradias e de um Palácio de convenções acompanhado pelo desenvolvimento do bairro de Vilmorin.

## Geminação
Massy desenvolveu associações de geminação com:
- Ascoli Piceno (Itália), em fevereiro de 1997, em italiano Ascoli Piceno, localizada a 1 093 quilômetros.[23]
- Faro (Portugal), em 1990, localizada a 1 544 quilômetros.[24]